# SERIKA with DOG
SERIKA with DOG（セリカ・ウィズ・ドッグ）とは、日本のロックバンドである。

## メンバー
- SERIKA（せりか）
  - ボーカル、作詞、作曲、リーダー
  - 本名・芹川智一（せりかわ としかつ）、1958年 、大阪府大阪市出身
  - 新潟県十日町市にて、キャンプ場「OUTLAND」を経営している。
- 澁谷泰（しぶや やすし）
  - ギター
- 村中暁生（むらなか あきお）
  - ドラムス

- 岩城保夫（いわき　やすお）
  - ベース

### 旧メンバー
- 尾崎勉（おざき つとむ）
- 中井達也 （なかい たつや）
- 石田達矢（いしだ たつや）
- 戸田孝之（とだ たかゆき）
  - ギター
- 太田要（おおた かなめ）
- 天岡宏（あまおか ひろし）
  - ベース
- 鳥井一広（とりい かずひろ）
- 河上正史（かわかみ ただし）
  - ドラムス
- 村中伸一（むらなか しんいち）
  - キーボード

## 概要
1979年5月、芹川智一を中心に結成されたロックンロール・バンド。1983年にビクターからデビューを果たした。
1985年9月8日、日比谷野外音楽堂でのライブをもって解散。
その後単発の復活LIVEを経て、2009年に再始動を果たし現在もなお勢力的に活動中。

## 来歴
- 1979年4月、「SERIKA with DOG」結成。
- 1982年、小室哲哉と知り合い、デモテープを制作する（1997年、ファンの有志により「-DEMO-」として発売される）
- 1983年5月、大阪城野外音楽堂にてライヴを行う。
- 1983年9月21日、シングル「Lady X を捜せ」、ファーストアルバム「CAUTION」にてメジャーデビュー。（小室哲哉 初プロデュース作品）
- 1983年12月26日、大阪 御堂会館にてファーストコンサートを行う。
- 1984年9月27日〜29日、大阪 ザ・バーボンハウスで3日間連続ライブを行う。
- 1984年10月21日、セカンドアルバム「REVOLUTION」発売。
- 1985年9月5日、大阪 ザ・バーボンハウス、9月8日、日比谷野外音楽堂でのライブにて解散。
- 2001年7月22日、BIG CATにて復活ライブを行う。
- 2009年6月18日、iTunes Store・MUMIXにて、「CAN TRY AGAIN - to TK -」を配信、本格的に活動再開。
- 2019年、田中一郎(甲斐バンド,元ARB)を迎えてSERIKA with DOG with 田中一郎 名義でのスピンオフLIVEもスタート。
- 2021年、Keith(ARB)・八島順一(元ハウンドドッグ)とのコラボレーションLIVEを開催。
- 2022年11月、大阪にて現存する歴代メンバーが一堂に会しヒストリーLIVEを開催。
- 2024年現在、東京、大阪などにてライブ活動中。

## ディスコグラフィー

### シングル
- Lady X を捜せ （1983年）
- CAN TRY AGAIN - to TK - （2009年6月18日）※音楽配信限定
- Highway Bus Station （2010年7月21日）※音楽配信限定
- 永田町 （2010年12月21日）※音楽配信限定
- J-HEART （2011年12月15日）※音楽配信限定
- haru （2012年5月10日）※音楽配信限定
- R&R （2013年7月13日）※音楽配信限定

### アルバム
- CAUTION （1983年9月21日）
- REVOLUTION （1984年10月21日）
- -DEMO- （1997年） ※通信販売限定 （宇都宮隆、木根尚登がコーラスで参加）
- HISTORY CD 1982-1992 （2001年）

## 関連人物
- 小室哲哉 （サウンドプロデュース・楽曲提供）
- 木根尚登 （楽曲提供）
- 松井五郎 （作詞提供）